# Lebiodka

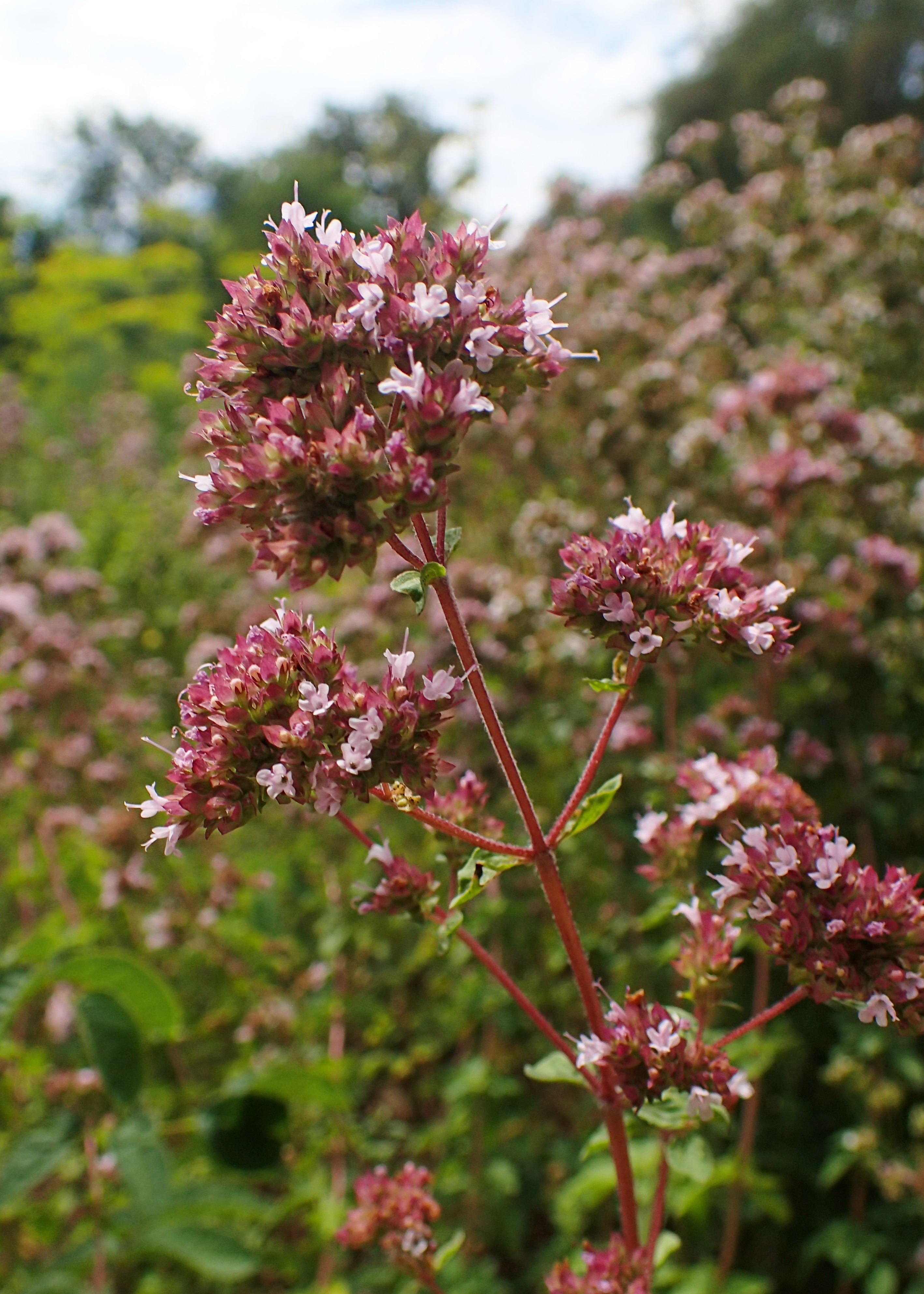
Lebiodka pospolita

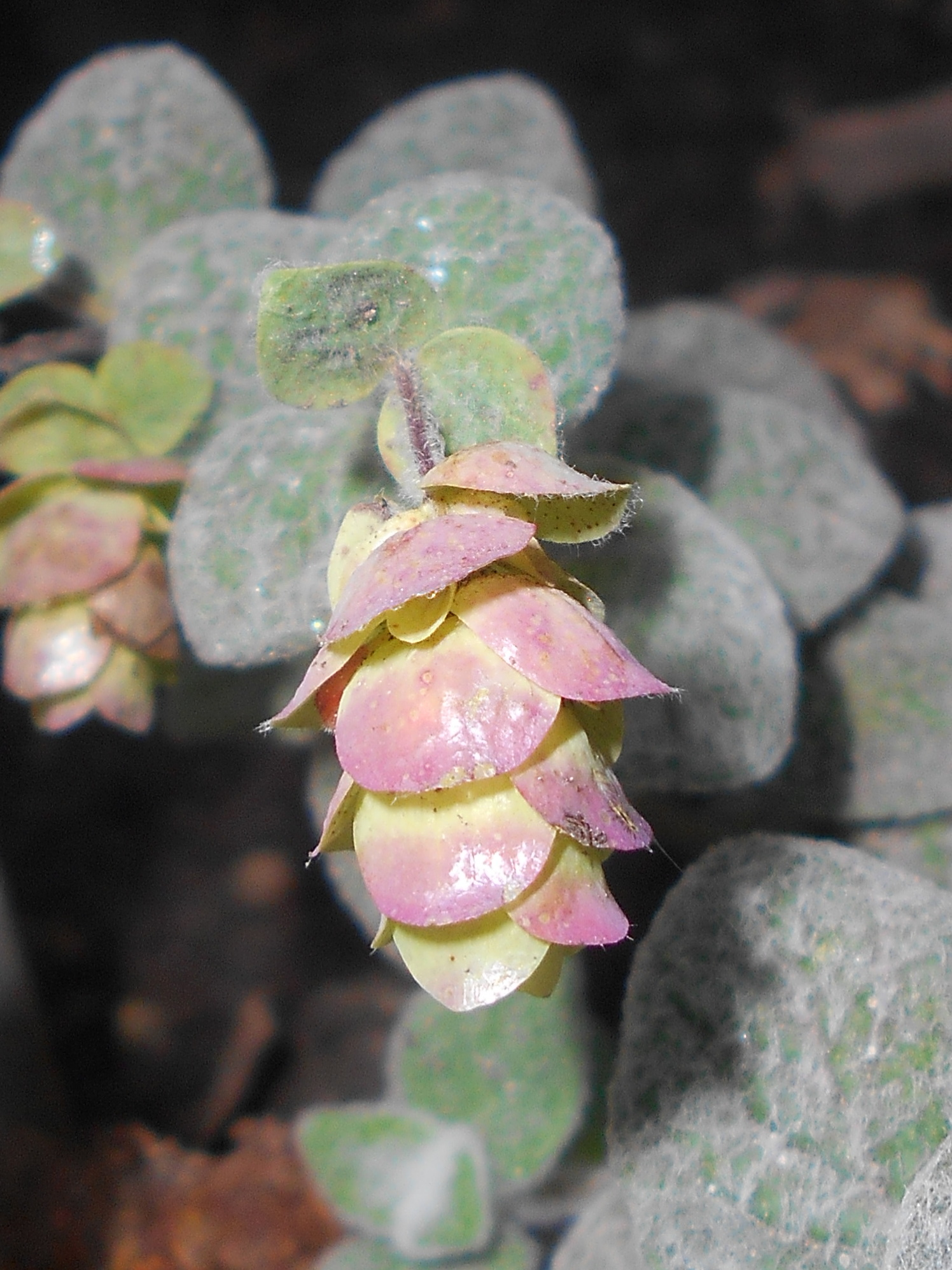
Lebiodka kreteńska

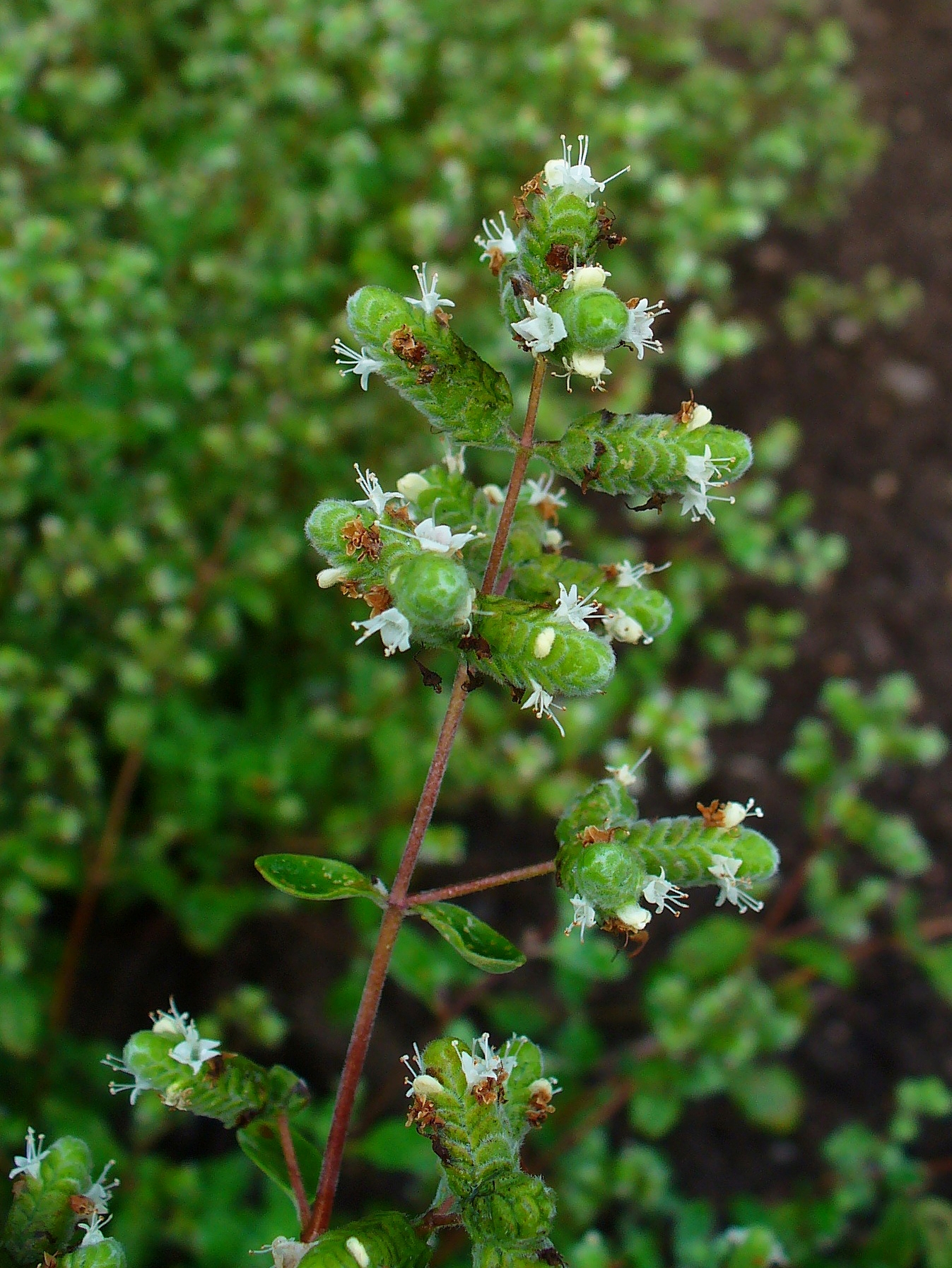
Lebiodka majeranek

Lebiodka (Origanum L.) – rodzaj roślin należących do rodziny jasnotowate. Obejmuje 44 gatunki. Rośliny te rosną w Europie i zachodniej oraz środkowej Azji, centrum zróżnicowania osiągając w basenie Morza Śródziemnego. W Europie rośnie 13 gatunków, z czego w Polsce jeden – lebiodka pospolita O. vulgare. Lebiodki rosną w miejscach suchych, słonecznych, zwykle w zbiorowiskach trawiastych i zaroślowych. Są to rośliny zielne i półkrzewy zasobne w olejki eteryczne i dlatego stosowane w kuchni jako przyprawy. Największe znaczenie ma lebiodka majeranek O. majorana, lebiodka pospolita oraz mieszaniec między tymi gatunkami – O. × majoricum. Podobnie wykorzystywana jest także m.in. lebiodka kreteńska O. dictamnus i lebiodka syryjska O. syriacum. Lebiodka uprawna O. onites i wcześniej wymienione wykorzystywane są także jako zioła lecznicze. Kilka gatunków uprawianych jest jako ozdobne rośliny, zwłaszcza w ogrodach skalnych.

## Morfologia
PokrójByliny i półkrzewy kłączowe, rzadziej rośliny jednoroczne o aromatycznym zapachu osiągające do 90 cm wysokości.
LiścieUlistnienie naprzeciwległe. Liście silnie aromatyczne, pojedyncze, całobrzegie.
KwiatyDrobne, zebrane w okółkach gęsto skupionych w szczytowej części pędu, kłosokształtnych, często wspartych przysadkami dachówkowato zachodzącymi na siebie, purpurowo nabiegłymi lub zielonymi. Kielich zrosłodziałkowy, z 5 ząbkami na szczycie, czasem z rurkowaty z jednym ząbkiem albo rozcięty w jednym miejscu do nasady. Korona fioletowa, biała lub różowa. U nasady zrośnięte płatki tworzą krótką rurkę zakończoną dwiema wargami, z górną łatką całobrzegą lub wyciętą i dolną trójłatkową. Cztery pręciki w dwóch parach, z czego dłuższa, górna para wystaje z rurki korony. Zalążnia złożona z dwóch owocolistków, dwukomorowa, w każdej komorze z dwoma zalążkami. Szyjka słupka pojedyncza, z dwudzielnym znamieniem o równych ramionach.
OwoceCzterodzielne rozłupnie, rozpadające się na cztery pojedyncze rozłupki.

## Systematyka
Pozycja systematyczna
Rodzaj z rodziny jasnotowatych (Lamiaceae Lindl.), w obrębie której zaliczany jest do podrodziny Nepetoideae, plemienia Mentheae i podplemienia Menthinae.
Wykaz gatunków
- Origanum acutidens (Hand.-Mazz.) Ietsw.
- Origanum × adae Dirmenci & T.Yazici
- Origanum × adanense Baser & H.Duman
- Origanum × adonidis Mouterde
- Origanum akhdarense Ietsw. & Boulos
- Origanum amanum Post
- Origanum ayliniae Dirmenci & T.Yazici
- Origanum × barbarae Bornm.
- Origanum bargyli Mouterde
- Origanum bilgeri P.H.Davis
- Origanum × bilgilii Dirmenci, T.Yazici & Arabaci
- Origanum boissieri Ietsw.
- Origanum brevidens (Bornm.) Dinsm.
- Origanum calcaratum Juss.
- Origanum compactum Benth. – lebiodka zwarta
- Origanum cordifolium (Montbret & Aucher ex Benth.) Vogel
- Origanum cyrenaicum Bég. & Vacc.
- Origanum dayi Post
- Origanum dictamnus L. – lebiodka kreteńska
- Origanum × dolichosiphon P.H.Davis
- Origanum × dumanii Dirmenci, Arabaci & T.Yazici
- Origanum ehrenbergii Boiss.
- Origanum elongatum (Bonnet) Emb. & Maire
- Origanum floribundum Munby
- Origanum × font-queri Pau
- Origanum grosii Pau & Font Quer
- Origanum × haradjanii Rech.f.
- Origanum haussknechtii Boiss.
- Origanum husnucan-baseri H.Duman, Aytaç & A.Duran
- Origanum hypericifolium O.Schwarz & P.H.Davis
- Origanum × intercedens Rech.f.
- Origanum × intermedium P.H.Davis
- Origanum isthmicum Danin
- Origanum jordanicum Danin & Kunne
- Origanum laevigatum Boiss. – lebiodka gładka
- Origanum leptocladum Boiss.
- Origanum libanoticum Boiss.
- Origanum × lirium Heldr. ex Halácsy
- Origanum majorana L. – lebiodka majeranek
- Origanum × majoricum Cambess.
- Origanum × malatyanum Yildiz, Arabaci & Dirmenci
- Origanum × malyeri Dirmenci & T.Yazici
- Origanum microphyllum (Benth.) Vogel
- Origanum × minoanum P.H.Davis
- Origanum minutiflorum O.Schwarz & P.H.Davis
- Origanum × munzurense Kit Tan & Sorger
- Origanum × nebrodense Tineo ex Lojac.
- Origanum onites L. – lebiodka uprawna
- Origanum × pabotii Mouterde
- Origanum pampaninii (Brullo & Furnari) Ietsw.
- Origanum petraeum Danin
- Origanum punonense Danin
- Origanum ramonense Danin
- Origanum rotundifolium Boiss.
- Origanum saccatum P.H.Davis
- Origanum scabrum Boiss. & Heldr.
- Origanum × sevcaniae Dirmenci, Arabaci & T.Yazici
- Origanum sipyleum L.
- Origanum solymicum P.H.Davis
- Origanum symes Carlström
- Origanum syriacum L. – lebiodka syryjska
- Origanum vetteri Briq. & Barbey
- Origanum vogelii Greuter & Burdet
- Origanum vulgare L. – lebiodka pospolita